# David Lim
David Bradley Lim (Oakland, California; 23 de septiembre de 1983) es un actor y modelo estadounidense. Es conocido por su interpretación de Sebastian Chen en la segunda temporada del thriller Quantico de ABC y como Victor Tan en la serie SWAT de CBS.

## Historia
Lim nació el 23 de septiembre de 1983 en Oakland, California, Estados Unidos. El actor es estadounidense de ascendencia china. Se graduó de De La Salle High School en Concord en 2001. En 2005, Lim obtuvo una licenciatura en Ciencias en Ingeniería Eléctrica de la Universidad de California en San Diego. Actualmente se encuentra casado con la modelo Marketa Kazdova.

## Carrera
Lim comenzó su carrera en el entretenimiento como modelo. En 2009, Lim firmó un contrato con Ford Models y poco después se mudó a Los Ángeles para dedicarse al modelaje y la actuación.
En 2016, Lim fue elegido para el papel recurrente del recluta de la CIA Sebastian Chen, en la segunda temporada del thriller Quantico de ABC.
El 13 de abril de 2017, Lim se unió al elenco de la serie de televisión de CBS SWAT. El 21 de septiembre de 2017, Lim fue ascendido a un papel regular en la serie, antes del estreno del programa. David protagoniza el papel del oficial Victor Tan.

## Filmografía

### Películas
| Año  | Título                              | Papel      | Notas                    |
| ---- | ----------------------------------- | ---------- | ------------------------ |
| 2009 | Turnover                            | Jack       | Cortometraje             |
| 2011 | Float                               | David      | Cortometraje             |
| 2011 | Taming the Wang                     | Leroy Wang | Cortometraje             |
| 2012 | The Inheritance                     | Zach       | Cortometraje             |
| 2012 | Soap in the City                    | Sato       | Película para televisión |
| 2014 | The Five Birds of Texas, California | Walt       | Cortometraje             |
| 2015 | SigNHil                             | Dylan      | Cortometraje             |
| 2016 | The Printer                         | Jeff       | Cortometraje             |
| 2016 | Demonic Ties                        | Michael    | Cortometraje             |
| 2017 | 5th Passenger                       | Li         | [ 8 ]                    |

### Televisión
| Año           | Título                     | Papel                  | Notas                                           |
| ------------- | -------------------------- | ---------------------- | ----------------------------------------------- |
| 2011          | The Young and the Restless | Camarógrafo            |                                                 |
| 2012          | Hollywood Heights          | Smith                  | Personaje recurrente                            |
| 2012          | Treelore Theatre           | Wen                    | Episodio: "Bus Stop: Wen"                       |
| 2012          | Castle                     | Agente Trahn           | Episodio: "Linchpin"                            |
| 2013          | 90210                      | Principe Harry         | Episodio: "Scandal Royale"                      |
| 2013          | Beautiful Fools            | George                 | Episodios: "Aristophanes" y "Blue Ruin (Peter)" |
| 2013          | Revenge                    | Bombero #2             | Episodio: "Truth Part 2"                        |
| 2014          | Agents of S.H.I.E.L.D.     | Waiter                 | Episodio: "The Magical Place"                   |
| 2015          | Supergirl                  | Agente Tsung           | Temporada 1, Episodio 7: "Human for a Day"      |
| 2016          | Criminal Minds             | Kevin Bruner           | Episodio: "Drive"                               |
| 2016–2017     | Quantico                   | Sebastian Chen         | Personaje recurrente                            |
| 2017–presente | S.W.A.T                    | Oficial III Victor Tan | Personaje regular                               |